# Federació de Futbol de les Illes Balears
La Federació de Futbol de les Illes Balears és l'entitat que reuneix els equips de futbol de Mallorca, Menorca i Eivissa i gestiona les activitats relacionades amb el futbol i el campionat balear de lliga en les categories del seu àmbit. El seu president actual és Pep Sansó Nicolau.
Va ser fundada el 18 de juny de 1926, a partir del Comitè Provincial depenent de la Federació Catalana de Futbol fundat a les Illes Balears el 4 de novembre de 1923. Des de la seva fundació n'han estat presidents:
- Pere Comas
- Rafel Obrador
- Fèlix Torrebadella
- Pere Salas Garau
- Miquel Nadal Pont
- Rafel Puelles González
- Joan Seguí Florit (1977-1985)
- Antoni Borràs del Barrio
- Miquel Bestard Cabot (2003-2022)
- Pep Sansó Nicolau (2022-2024)
- Jordi Horrach Garau (2024-)

Com a secretari de la Federació destaca la figura de Sebastià Alzamora Mateu, que ocupà el càrrec des del 1953 al 1985.
Participa en el campionat estatal de seleccions (juvenils i cadets). Ha col·laborat amb la Reial Federació Espanyola de Futbol i en l'organització de diversos partits internacionals celebrats a Palma.
El 1990 tenia 13.710 afiliats i 168 clubs.